# 1975 في بيرو
فيما يلي قوائم الأحداث التي وقعت خلال عام 1975 في بيرو.

## سياسة

### تعيين في المنصب
- 1 فبراير – فرانسيسكو موراليس بيرموديز رئيس مجلس الوزراء البيروفي [الإنجليزية]‏،رئيس بيرو.

### انتهاء فترة المنصب
- 29 أغسطس – خوان فيلاسكو ألفارادو رئيس بيرو.
- 29 أغسطس – فرانسيسكو موراليس بيرموديز رئيس مجلس الوزراء البيروفي [الإنجليزية]‏.

## رياضة
- 1 يناير – الدوري البيروفي لكرة القدم 1975 الفائز أليانزا ليما.
- 1 يناير – كوبا بيرو 1975 الفائز نادي أتليتيكو تورينو [الإنجليزية]‏.

## مواليد

### مارس
- 29 مارس – سانتياجو رونكاجليولو كاتب بيروفي.

### أبريل
- 3 أبريل – لويس غوادالوبي لاعب كرة قدم بيروفي.

### مايو
- 16 مايو – إريك توريس لاعب كرة قدم مكسيكي.

### يوليو
- 21 يوليو – إليزابيث كاستيلو
- 29 يوليو – جيان فيراري لاعب كرة قدم بيروفي.

### أكتوبر
- 30 أكتوبر – فيكتور كاريو حكم كرة قدم بيروفي.

## وفيات

### فبراير
- 14 فبراير – روبين فارغاس أوجارت (مواليد 1886) مؤرخ بيروفي.